# Irmo Stijnberg
Irmo Stijnberg (Willemstad, 15 oktober 1988) is een Nederlandse filmregisseur en acteur met een achtergrond in live-televisie. Hij staat bekend als de eerste filmregisseur in Nederland die chronisch stottert. Stijnberg is medeoprichter van het onafhankelijke filmcollectief Censtudios.

## Regisseur
- Gezellig (2027)
- De Waarheid (Unspoken Truth) (2025)

## Acteur
- Straatcoaches vs Aliens (2025)
- Ik val niet, ik dans (2025)
- De Mannenmaker (2024)
- Eén grote familie (2023)